# Amicta jordana
Amicta jordana är en fjärilsart som beskrevs av Otto Staudinger 1899. Amicta jordana ingår i släktet Amicta och familjen säckspinnare. Inga underarter finns listade i Catalogue of Life.